# 托里塔马
托里塔马是巴西伯南布哥州的一个市镇。总面积34.857平方公里，总人口29907人，人口密度858人/平方公里。